# Can Sentmenat (Caldes de Montbui)
Can Sentmenat és una casa barroca de Caldes de Montbui (Vallès Oriental) protegida com a bé cultural d'interès local.

## Descripció
Està formada segurament per l'annexió de tres o quatre cases, possiblement de crugia estreta, tipologia força habitual en el carrer de Vic. És una casa unifamiliar entre mitgeres, de planta baixa i tres pisos. Estructura tradicional de gruixudes parets de càrrega amb alguns arcs de pedra en planta baixa. Els forjats originàriament eren de bigues de fusta, encara que posteriorment, degut a algunes remodelacions, els sistemes constructius han canviat (bigues de formigó). La coberta és de teula àrab, inclinada a dues vessants, que donen al carrer d'en Bellit i al carrer de Vic. L'edifici queda rematat per un ràfec inclinat, amb colls de fusta i canaló metàl·lic.
La façana és fruit de l'annexió de diferents elements compositius. Domina el volum per sobre la composició de la façana. No hi ha gaire ordre en la disposició i en el tipus de forats, ni cap simetria, però la imatge d'aquesta és bastant neutra i homogènia. Les obertures de cada una de les cases estan més o menys alineades verticalment, presentant unes proporcions verticals que disminueixen de mida segons l'alçada, ja que l'ús dels pisos era força diferent. En la part baixa trobem principalment forats bastant grans, força desordenats i amb proporcions poc verticals. L'acabat de la façana és arrebossat.
Podríem destacar els elements arquitectònics de pedra de la façana (els brancals i les llindes de les obertures principals) i les magnífiques voltes de pedra de l'interior de l'habitatge.

## Història
Hi ha una inscripció a la llinda de la balconada de la primera planta que dona al carrer d'en Bellit que data de l'any 1695. Això fa pensar que l'edifici pot ser del segle xvii o fins i tot anterior, encara que posteriorment ha sofert moltes modificacions. Molts dels brancals i llindes, així com les voltes de pedra de l'interior, podrien ser d'aquella època. La casa ha estat sempre de propietat de la família Sentmenat, encara que sols fa uns cent anys que hi viu la família, ja que abans la tenien llogada.
La família Sentmenat vivia en una casa pairal, just enfront d'aquesta, on actualment hi ha la casa Berenguer i la casa Moreu, però a finals del segle xix es cremà. Va ser llavors quan annexionaren les cases del carrer Vic i es traslladaren a viure-hi. El llinatge de la família Sentmenat està ja documentat l'any 1484, en el nom de Joan S. Més tard: Jaume S. (1513), Miquel S. (1560), casat amb Elionor; Miquel S., casat amb la pubilla del mas Oliver (1618); Miquel S. (test. 1672); Josep S. (1672 a 1687), Agneta S., casada amb Francesc Quintana i S. o Francesc S. (1718), Maria quintana i S., casada amb silvestre Germà (1754 a 1781).
L'edifici se situa al mig del nucli antic de Caldes, al carrer de Vic cantonada al carrer d'en Bellit, justament a l'antiga plaça de St. Vicenç o de St. Bartolomei, desapareguda i incorporada al carrer de Vic al segle xx. És una de les zones més monumentals de l'actual vila, ja que es conserven força façanes i elements d'interès. És el carrer més uniforme i homogeni del nucli antic. Gran part de la informació ens ha estat donada per tradició oral per Núria Germà, actual propietària, i per Carles Mateu.